# بازی راهبردی

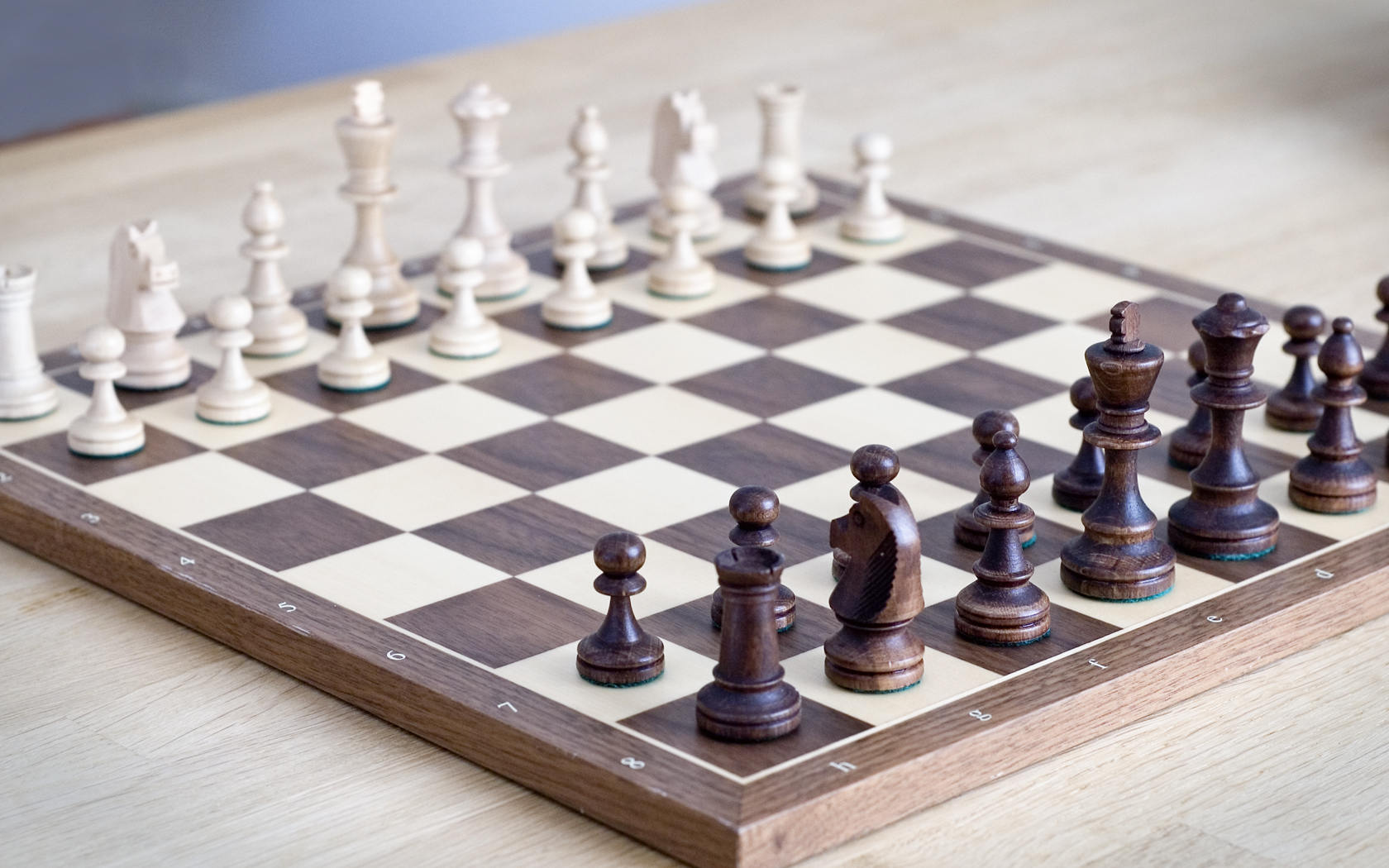
شطرنج یکی از شناخته شده‌ترین و پربازدیدترین بازی‌های راهبردی است.

بازی راهبردی یا استراتژیک (به انگلیسی: Strategy game) نوعی بازی است که در آن مهارت‌های تصمیم‌گیری غیراجباری و اغلب مستقل بازیکنان در تعیین نتیجه اهمیت بالایی دارد. تقریباً همه بازی‌های راهبردی نیاز به تفکر درونی به سبک تصمیم گیری درختی و معمولاً آگاهی موقعیتی بسیار بالایی دارند.